# Guus Janssen
Guus Janssen (født 13. maj 1951 i Heiloo, Holland) er en hollandsk komponist og pianist.
Janssen studerede komposition hos Ton de Leeuw og klaver hos Ton Hartsuiker på Sweelink Konservatoriet i Amsterdam. 
Han har komponeret musik i de fleste genrer lige fra orkestermusik til jazz, og har beskæftiget sig meget med det improvisatoriske element i musik. 

## Eksterne kilder
- Officiel hjemmeside (engelsk)

1. ↑  Navnet er anført på engelsk og stammer fra Wikidata hvor navnet endnu ikke findes på dansk.